# ゾイド新世紀スラッシュゼロ
『ゾイド新世紀／ゼロ』（ゾイドしんせいきスラッシュゼロ）は、トミーの玩具「ゾイド」をモチーフにした日本のテレビアニメ作品。
2001年1月6日から同年6月30日まで毎日放送（MBSテレビ）・TBS系列（テレビ山口除く）で毎週土曜18時00分から18時30分（後の土6枠）に放送された。

## 概要
アニメ第2作である本作では、『ゾイド -ZOIDS-』から1000年以上経過した国境のない時代を舞台としている。戦闘兵器としてゾイドが用いられていた前作から一転し、ゾイドによる対戦競技をメインに据えたストーリーが展開されている。この要素は後に放送される『ゾイドフューザーズ』や、「ZOIDS VS.シリーズ」を始めとするゲームにも影響されている。基本的にシリアスだった前作に比べてコメディ色が強く、終盤まで明るく前向きなストーリー展開が特徴である。
主演の櫻井孝宏を始め、多数のキャストが前作に引き続いて出演している。
日本での放送後、アメリカで2001年10月よりカートゥーンネットワーク・TOONAMI枠にて『ZOIDS』のタイトルで放送された。海外で最初に放送されたゾイドのアニメシリーズであり、関連キットのほかにアクションフィギュアも発売された。放送基準の関係上、カットされたシーンが存在する（第4話での脱衣場でのやり取りなど）。一部のキャラクター名は、現地の子どもたちが馴染みやすいように変更されている。また、放送時点では前作アニメを放送していないことから最終回のエピローグのナレーションは別の台詞に置き換えられている。

## あらすじ
もはやゾイドが戦争の道具ではなくなった時代の惑星Zi。そこではゾイドバトル連盟の公正なルールのもと、ゾイド対ゾイドの戦闘競技「ゾイドバトル」が繰り広げられていた。
バトルフィールドを回ってゾイドパーツを収集していたジャンク屋のビット・クラウドは、ふとしたことからチーム・ブリッツのゾイド・ライガーゼロと出会い、ゾイドバトルに参戦することになる。

## 登場人物

### チーム・ブリッツ
トロスファームに本拠地を置くバトルチーム。当初は弱小チームであったが、誰も乗りこなせなかったライガーゼロを乗りこなせるビットがやって来たことにより、次第に実力派チームへと成長していく。
ビット・クラウド
声 - 櫻井孝宏
搭乗ゾイド『ライガーゼロ』
本作品の主人公。16歳。格闘戦を主体とした戦法を基本とする。「最高のパーツをつけた最高のゾイドに乗る」という夢を持ち、まずはパーツを探そうとジャンク屋をしながら光学迷彩を装備したトラックで各地を放浪していた。しかしトロスファームに食糧目当てで忍び込んだ際にチーム・ブリッツに捕まり、偶然にも格納庫でライガーゼロと遭遇。そして、誰一人操れなかったライガーゼロを乗りこなしたことにより、チーム・ブリッツのメンバーとしてゾイドバトルの頂点を目指すことになる。ウォーリアー登録ナンバーは777-A-09。
性格は天性の楽天家のため少々マイペースでいい加減な面があり、他人の話を聞かずに行動しては酷い目に遭うことも多い。しかし、気難しい性格のライガーゼロと心を通わせるなど、ゾイドとの親和性は高い。視力も優れており、3km離れた場所にいるゾイドの装備を判別できるほど。
序盤から中盤ではジャックやレオンにCASを駆使して戦いを挑み、激戦の末に勝利を重ねていた。ロイヤルカップ大会終盤でのチーム・ベガとの対戦では、バラッドを倒されチーム内で最後の戦力となるが潜在能力を発現したライガーゼロと共に凄まじいバトルを展開。そして戦いに勝利を収めた後、ゾイドバトル連盟会長の導きで古のウルトラザウルスのコクピットに向かい、そこで過去に起きた戦争で活躍したゾイド乗りの存在を知り、冒険に思いを馳せた。
先述のとおりライガーゼロを愛機としており、後にトロス博士からシュナイダー・イエーガー・パンツァーのCASを受領している（なお、各ユニットの開発費はトロス博士によってビットの今まで集めたパーツを売却した資金とこの先の給料から差し引かれている）。
リノン・トロス
声 - 川澄綾子
搭乗ゾイド『ディバイソン → ガンスナイパー』
本作品のヒロイン。トロス博士の娘。16歳。圧倒的な火力にモノを言わせた遠距離攻撃を得意としているが、少々詰めが甘く、バトルでは真っ先に倒されることが多い。外見は可愛らしいのだが、性格は豪快かつ凶暴であり、入浴中に誤って風呂場に入ってきたビットとジェミーを半殺しにし、逃走するビットをプテラスボマーで爆撃。その後バックドラフト団に捕まるも、敵艦を破壊して単身で脱出（第4話）、自らの個人ポイントを稼ぐため、味方もろとも対戦相手を攻撃（第3話・第18話）などのエピソードを持つ、わがままなトラブルメーカーである。しかし怪談話は大の苦手（第14話）といった繊細な面もある。後述のようにラオンは好意的・紳士的な態度で彼女に接しており、両親の馴れ初めを切っ掛けとしたラオンと父の確執の真相を知ったこともあり、彼女の方も（一度は誘拐されたにもかかわらず）ラオンに対してだけは大分大人しい態度で接している。
当初の愛機はディバイソンだったが、物語前半でバックドラフト団のエレファンダーに破壊されたため、下取りに出された。その後はワイルドウィーゼルユニットを中心に重装備を施したガンスナイパー（設計思想を大幅に無視した代物で、ナオミいわく「邪道」）を愛機とする。
バラッド・ハンター
声 - 松風雅也
搭乗ゾイド『コマンドウルフ → シャドーフォックス』
チーム・ブリッツに雇われている、フリーの賞金稼ぎ。17歳。深追いしやすいビットやリノンとは異なり、素早い状況判断に基づくオールマイティな戦法を得意とする。普段はクールな守銭奴を装っているため、人の頼みを断ることが多いが、守銭奴に関しては半ば本気でやっているため報酬の額によっては無茶な作戦であろうと実行に移す。相場の10倍のファイトマネーに目が眩んで、ビットが条件に難色を示したバトルにも喜んで合意したこともあった。しかし、実際には純粋な心を持つ優しい性格の持ち主であり、目の前の悪事や窮地に陥っている者を野放しにしない一面を見せることも。また、シャドーフォックスの性能を見事に引き出したことから、ラオン博士から一目置かれている。終盤にはセバスチャンとベンジャミンの日光浴に絶叫して逃走したり、人参を嫌って残すと言ったコミカルな姿も見せた。
当初は青いコマンドウルフLCを愛機とし、第7話以降はアタックユニットを装備したコマンドウルフACに搭乗していたが、物語後半でバックドラフト団の罠にハマり破壊される。その後はバックドラフト団に捕らえられ、ラオン博士の手で遠心加速装置による拷問を受けるも耐え抜き、脱走の際にシャドーフォックスを受領している（詳細は#用語を参照のこと）。
ジェミー・ヘメロス
声 - 斎賀みつき
搭乗ゾイド『プテラス → レイノス』
トロス博士の助手として戦術指揮およびメカニック、さらに家事全般をもこなすしっかり者。14歳。チーム・ブリッツにおける唯一の航空戦要員だが、基本的にはホバーカーゴから味方のサポートに徹することが多い。弱気ながらも温和で優しい性格のため、普段は他のメンバーの行動に頭を抱えることが多いが、温厚な性分からか愛機に対する思いは並々ならぬものがある。また、物語中盤では飛行ゾイドに乗って音速を超えた際、クールで好戦的な「天空の荒鷲」に豹変する一面が明かされた（なお、本人は荒鷲となっている間の記憶は全くない）。
当初はプテラスボマーを愛機としていたが、物語中盤にてのレイノス購入の資金繰りのため、トロス博士の手により無断で下取りに出された。そのため、以降は先述のレイノスを愛機にする。
スティーブ・トロス
声 - 中村大樹
搭乗ゾイド『ホバーカーゴ』
チーム・ブリッツの監督兼メカニックにして、レオンとリノンの父親。38歳。非常に優秀な技術者で、ライガーゼロのCASやホバーカーゴも彼の開発したものである。しかし、性格は非常にわがままで子供っぽく、ジェミーからは常に怒られてばかりいる。また、カーゴ内に自作のジオラマを持つほどのゾイドマニアで、レアなパーツやゾイドを見つけるとついつい衝動買いする癖があり（ビットのライガーゼロやジェミーのレイノスなども、この悪癖が高じて購入した代物である）、そのため金には汚く借金をすることも。大のカナヅチであるため、チームが海水浴に赴く際にはカーゴの留守番をしている（第22話）。

### チーム・フリューゲル
ナオミ・フリューゲル
声 - 夏樹リオ
搭乗ゾイド『ガンスナイパー』
「紅き閃光」の異名を持つ、凄腕の女性ゾイドウォーリアー。16歳。対戦相手をアウトレンジから仕留める狙撃戦法を得意とする。そのバトルスタイルから個人戦を主体とすることが多く、チーム戦では素人のみを人数合わせとして集める場合が多い。後に、バックドラフト団との闇バトルで苦戦していたところを加勢してきたレオンとチームを組む。
また、暴走族・サンドスティングレイの襲撃からバラッドに守られて以来、彼に特別な感情を抱くようになる（第7話）。ロイヤルカップにおいてチーム・ブリッツと対戦した際、バラッドと互いのヘッドハントを賭けて1対1の決闘を行ったが、僅差で敗退している。
仲間やライバルには普通の口調で話すが、負けた事に納得出来ずにからんでくるウォーリアーや暴走族などに対しては挑発的で毒舌を吐く。上述のサンドスティングレイについては「ウジ虫」、バックドラフト団は「ゲス」と呼んでいる。
愛機は狙撃能力を特化した赤いガンスナイパー。
レオン・トロス
声 - 千葉進歩
搭乗ゾイド『シールドライガー → ブレードライガー』
リノンの兄にして、チーム・ブリッツの前チームリーダー。個性派ぞろいのトロス一家（ひいてはチーム・ブリッツ）における良心的存在であり、リノンとバラッドが疑問視していたビットとライガーゼロの存在にも、無限の可能性を秘めているとして一定の理解を示している。また、ビットとの出会いに感化された結果、世界中のまだ見ぬ強豪たちに挑むことを決意。以降はチームを離れ、武者修行の旅へと赴く。
その後は各地を放浪し続けていたが、とあるバトルの際に愛機のシールドライガーが再起不能に陥る事態に直面した。その結果、自身の未熟さを痛感し失意のどん底に立たされたが、放浪の末に流れ着いた「かつて伝説のゾイド乗りが旅をした」と言われる谷において野生化していた赤いブレードライガーと遭遇し、失っていた闘志を復活させた。以後はバックドラフト団との闇バトルで苦戦していたナオミに加勢し、彼女と新たなチーム・フリューゲルを結成。ビットの新たなライバルとして、その闘志をかき立てるようになる。
当初はシールドライガーを愛機としていたが、物語中盤からは先にも述べたように赤いブレードライガーを愛機としている。

### チーム・チャンプ
ハリー・チャンプ
声 - 高木渉
搭乗ゾイド『ダークホーン → アイアンコング → ダークホーン』
チャンプ財閥の御曹司。資金力に物をいわせて最高品質のゾイドを買いあさり、お手伝いロボットのベンジャミンとセバスチャンを率いてチーム・チャンプを結成した。金と運にはジャック・シスコも認めるほど恵まれており、自らを「王者となるべくして生まれた男」と豪語する。また、チーム・ブリッツのリノン・トロスに惚れており、ビットを勝手に恋敵と思い込みライバル視しているが、双方からはほとんど相手にされていない。バラッドによればバトルの腕は悪くないらしいが、チーム・ブリッツ（というかビット）に挑み続けたことも影響して、物語の中盤でCクラスに転落する憂き目に遭う。
ダークホーン ハリー・チャンプスペシャル（1分間に3000発の砲弾を発射する特注品のビームガトリング砲と超高出力ビームランチャーを装備し、高機動用スラスターユニットで機動力をも強化した専用機）を愛機としているが、ジャック・シスコ加入時はプラズマ粒子砲を搭載したカノントータスを、マリー参加時にはアイアンコングPKを操縦した。アイアンコング搭乗時には珍しく善戦、ライガーゼロイエーガーを接近戦で圧倒し、リノンのガンスナイパーをあっさり捕縛し、ライガーゼロシュナイダーの特攻でようやく倒れるほどの技量を見せたが、その後は再びダークホーンに乗っている。
マリー・チャンプ
声 - 平松晶子
ハリーの姉。見た目はおっとりしているが押しが強く、そのとてつもない性格にはベンジャミンとセバスチャンも恐れを抱いている。
チーム・モルドとの闇バトルに敗北し、所有している全てのゾイドを奪われたハリーから支援要請を受け、4機のディバイソンに巨大な牛車を引かせるという派手な演出で登場。当初はハリーに父の伝言を伝え、ウォーリアーをやめて実家に戻るように説得することが目的だったが、弟の惚れた女見たさにチーム・ブリッツに押しかけ、ライガーゼロに（着せ替え可な置物として）一目惚れする（なお、リノンのことは一目見て「これ」呼ばわりであり、一貫して「あれは駄目よ」とハリーを諫めていた。そのため、リノンの方からも快く思われていない）。そしてライガーゼロを賭けてチーム・ブリッツにバトルを申し込み（ビットは拒否したが、金に釣られたバラッドが二つ返事で了承した）、ハリーたちと共にアイアンコング4機でゾイドバトルを挑むも敗退。しかし、バトルの面白さを味わった彼女はハリーに資金援助を約束し、実家へ帰って行った。
後に「ZOIDS VS.シリーズ」をはじめとしたゲーム作品にも登場する。
ベンジャミン
声 - 酒井敬幸
搭乗ゾイド『ステルスバイパー』
ハリーの身の回りの世話をする大型のお手伝いロボット。声は低いが、オネエ言葉で話す。相棒のセバスチャンとは対照的に、世話好きな性格の持ち主。
AIの固有周波数が自分のものと偶然一致したとあるジャッジマンに恋心を抱き、彼に会いたいがためにゾイドバトル連盟本部のウルトラザウルスに特攻をかけたことがある。
主な愛機は、ガンスナイパー用のCP-13 ワイルドウィーゼルユニットとカノントータス用のCP-05 大口径ビームキャノンセットを装備した強化型のステルスバイパー。
セバスチャン
声 - 千葉進歩
搭乗ゾイド『ヘルディガンナー』
ハリーの身の回りの世話をする、小型のお手伝いロボット。主人であるハリーを小バカにしている節があり、彼の留守を狙って勝手に高級オイルを補給するなど、問題行動に走ることが多い。しかし悩んでいるベンジャミンを励ますなど、優しい一面も持ち合わせている。
主な愛機は、ゴジュラス用のCP-10 ロングレンジバスターキャノンを装備した強化型のヘルディガンナー。

### チーム・ライトニング
タスカー姉妹がジャック・シスコをスカウトして結成したチーム。結成早々、Aクラスのトップチームを倒しまくるという戦績を上げる。ビット加入後のチーム・ブリッツに（劇中で確認できる限り）初めて黒星をつけたチームでもある。
ジャック・シスコ
声 - 藤原啓治
搭乗ゾイド『ライトニングサイクス』
高速戦闘を生きがいとする、凄腕のゾイドウォーリアー。普段は他のチームに助っ人をして雇われているが、常に雇い主が協力するに見合う報酬と強運を持ち合わせているかを確かめている。また仮に条件を満たしたとしても、その実力に翻弄され自滅するチームは少なくない。
愛機はライトニングサイクス。
クリス・タスカー
声 - 柚木涼香
搭乗ゾイド『ライトニングサイクス』
チーム・ライトニングのチームリーダーにして、美人姉妹の姉。青いスーツを身にまとっており、ジャックからその技量を認められている。初登場回では編集ミスにより、本来クリスが走っている場面にもかかわらずケリーの映像が使用されているシーンがある。
愛機は機体側面と頭部にパーソナルカラーを施したライトニングサイクス。
ケリー・タスカー
声 - 比嘉久美子
搭乗ゾイド『ライトニングサイクス』
美人姉妹の妹。緑のスーツを身にまとっており、ウォーリアーの手腕は姉・クリスと同様にジャックから認められるほど。
愛機は姉と同じく、パーソナルカラーを施したライトニングサイクス。

### チーム・タイガース
ビットが初陣で対戦したバトルチーム。チーム名にもあるように、全員が黄色のセイバータイガーを愛機としている。物語開始時では強豪チームだったが、ビットのライガーゼロに敗北を喫してからは弱小チームに成り下がり（バラットの弁によれば腕は確かだが、攻撃がワンパターンであるらしい）、様々な災難に遭遇するようになる。また、その弱小ぶりから「チーム・ニャンニャン」と冷やかされることも少なくない（レストランで再会したビットの一言が発端）。しかし、物語終盤ではBクラスのトップにまで成績を上げた。 
そしてBクラスのトップとしてワイルドカードセレクションによってロイヤルカップへの参加を果たすこととなる。大会中盤では二手に分かれたチーム・ブリッツ（リノンとジェミー）を相手に威勢よく登場したが、試合開始前のコールでジャッジマンがチーム名を言い間違えたため、勢いのあまり派手に転倒。その結果セイバータイガーが全機システムフリーズを起こし、戦わずして敗退する事態に陥った。
セイバータイガーのカラーリングや成績が低迷したこと、なぜか口調が関西弁でかつセリフの端々に野球用語を使っていたこと、所属ウォーリアーの名前、そして「猛虎魂」をモットーとしており、当時成績の低迷していたプロ野球・阪神タイガースがモチーフとなっている。
カークランド
声 - 宮下道央
搭乗ゾイド『セイバータイガー』
チーム・タイガースのリーダー格。髪が二つに別れている。
オマリー
声 - 粟津貴嗣
搭乗ゾイド『セイバータイガー』
タイガースの一人。ZOIDS VS.シリーズには登場しない。
ラインバック
声 - 堀川仁
搭乗ゾイド『セイバータイガー』
タイガースの一人、ZOIDS VS.シリーズでも登場。

### ゾイドバトル連盟
ゾイドバトルの全面的な管理運営を担う組織。勝負におけるルールの制定や勝敗の判定などを取り決め、公平な試合運営を目指している。一方で、バックドラフト団などの重度の違反者や違法組織には武力介入も辞さない。本部はウルトラザウルスとなっている。
ジャッジマン
声 - 堀川仁
ゾイドバトルを取り仕切る審判ロボット。試合開始時に軌道上のジャッジ衛星（ジャッジサテライト）からカプセルごとバトルフィールドに投下され、巨大なクレーターをともなって登場する。
序盤はロボットらしく無個性な描写がなされていたが、物語が進むにつれ次第に審判の立場を超えた活躍を見せるようになった（ダークジャッジマンに反撃を仕掛け勝利する、瓦礫から這い出て勝利したチーム名を言いながら機能停止、バックドラフト団の企みを阻止した後遠山の金さんばりの決めポーズを披露することも）。また、本放送時には提供クレジットのナレーションも担当し、こちらの映像も物語が進むにつれ、手の込んだものが制作されるようになっている。この他、次回予告の最後はジャッジマンがジャンプしながら「来週も、見てくださいね！（最終話のみ号泣しながら「ウィナー、チーム・ブリッツ！」）と言う内容であった。
各個体毎に別々の周波数が割り当てられており、周波数帯が似ているロボット同士では多少気にはなるようである。
第18話にてベンジャミンが恋したジャッジマンは海外版では女性人格という設定になっている。
ゾイドバトル連盟会長
声 - 糸博
ゾイドバトル連盟最高責任者。物語中盤で連盟上層部に対し、チーム・ブリッツをバックドラフト団討伐作戦の中核に据えることを提案する。
また、大会中盤においてバックドラフト団が大攻勢を仕掛けてきた際には、狼狽する連盟職員を鼓舞しつつも、バックドラフト団との対決姿勢を表明。また、大会終盤ではチーム・ベガとの死闘を制したビットに対し、古のウルトラザウルスのコクピットへ向かうように助言を与えている。

### バックドラフト団
不正なゾイドバトル・「闇バトル（ダークバトル）」による賭博を目的とした組織。普通のバトルでは満足できなくなった富豪などを相手にしている。主に金銭欲・出世欲・破壊衝動などを満たそうとする人間で構成され、軍隊の階級が用いられている（第6話）。あくまで影の集団であり表舞台には登場しなかったが組織力は絶大で、終盤では連盟に代わって全ゾイドバトルを掌握しようとロイヤルカップなど公的な試合にまで干渉した。最終的にはゾイドバトル連盟によって所有しているジャッジ衛星を全て破壊され本部も制圧、解体に追い込まれた。
ポルタ
声 - 永野広一
搭乗ゾイド『セイバータイガー → エレファンダー → レブラプター』
チーム・モルドの指揮官。顔全体を常に巨大なサングラスで覆い隠している。磁力誘導ユニットによる狙撃の妨害や、光学迷彩を用いた奇襲など、自らが有利になる卑劣な戦法を好む。
また、後のロイヤルカップにおける大攻勢ではサラの指揮下に入り、バックドラフト団本部で荷電粒子砲の発射官制を担当。一時はサラの命令に戸惑うが、最終的には伯爵から背中を押されることとなり、やむなくジャッジ衛星への砲撃を開始した。
ストラ・スティグマ
声 - 咲野俊介
搭乗ゾイド『エレファンダー』
チーム・エレファンダーの指揮官。バックドラフト団の一員でありながら正々堂々とした戦いを好んでおり、部下のサンダースからは「大尉」と呼ばれ慕われている。本来ゾイドバトルからは引退した身であったが、チーム・ブリッツとの闇バトルにおけるビットの戦いぶりを目の当たりにし、自らウォーリアーとしての復帰を決意することとなる。
その後の闇バトルにおいてビットと直接対決した際、アルタイルからラフプレイの命令を受けるも、最終的にはこれを拒絶。以後は部下のサンダースと共にバックドラフト団を脱退し、連盟認可の正式なウォーリアーとなった。
チーム名にもあるようにエレファンダーを愛機としており、物語中盤では同機のコマンダータイプ（ただし、鼻部先端のみ武装がESCSユニットへと換装されている）に搭乗している。
サンダース
声 - 伊藤健太郎
搭乗ゾイド『エレファンダー』
チーム・エレファンダーのウォーリアー。チーム内（もしくは組織内）では「軍曹」の階級にあり、ストラの右腕として彼のサポートを行う。また、チーム・ブリッツとの初陣の際には上司のストラからの命令でエレファンダーの操縦を担当した。
なお、ストラにはバックドラフト団を脱退したあとも付き従っており、ロイヤルカップ開催時には2人でチーム・ブリッツの活躍を観戦する姿が描かれている。
フーマ
声 - 浅野まゆみ
搭乗ゾイド『ウオディック → ハンマーヘッド → ジェノザウラー』
チーム・フーマの指揮官。目的のために手段は選ばない性格だが、ラオンの勘違いで撃墜されたことに対して泣きじゃくるなど、可愛らしい一面を覗かせたこともある。
赤く塗られたウオディックを愛機としているが、バトルによってはハンマーヘッドやジェノザウラーに搭乗することもあった。
ピアス
声 - 玉川紗己子
搭乗ゾイド『ザバット → ストームソーダーA1』
アルタイル直属の部下で、空戦用ゾイドの操縦を得意とするゾイドウォーリアー。クールな性格（ただし、ゾイドバトル連盟の作戦によってチーム・ブリッツとの対戦を余儀なくされた際、“天空の荒鷲”となったジェミーから「お嬢ちゃん」と呼ばれ、思わず頬を赤らめている）の美女で、反則行為はバトルを盛り上げる手段でしかないとの持論を持つ。
物語中盤、アルタイルがゾイドバトル連盟を相手に失態を犯したことを受け、連帯責任として伯爵の命により、ラオン博士の指揮下でチーム・ブリッツと闇バトルを行うこととなる。バトル序盤においてはジェミーのレイノスを撃墜する活躍を見せるが、その直後にラオン博士と作戦を巡り対立。最終的にはビットと直接対決することを選び、ソニックブームを駆使した戦法で彼を翻弄したが、最終的にホバーカーゴのカタパルトを利用したリノンの攻撃を受けたことにより、潔く自らの敗北を認めた。
その後はしばらく消息不明となっていたが、最終回においてチーム・エレファンダーと合流し、彼らと共にチーム・ブリッツのロイヤルカップ優勝を称える姿が描写されている。
有人仕様のザバットを愛機とするが、自らの進退を賭けてチーム・ブリッツと対決した際にはラオン博士によって改造されたストームソーダーA1に搭乗している。
ベガ・オブスキュラ
声 - くまいもとこ
搭乗ゾイド『バーサークフューラー』
「無敗のキング」と称される、バックドラフト団の天才少年ウォーリアー。純真無垢な性格ではあるが、バトルにおけるスリルや興奮を楽しむ一面を合わせ持つ。また、わずか10歳弱ながらゾイドの操縦に関しては誰も寄せ付けない才能を持ち、相手の動きを予測する未来予知のような能力も兼ね備えている。
ロイヤルカップでは序盤から様々な強豪たちを相手に勝利を重ねていき、ゴール地点にて勝ち残ったチーム・ブリッツを相手に最後のバトルを開始する。その圧倒的な操縦技術とバーサークフューラーの圧倒的な力でバラッドのシャドーフォックスを退け、古のウルトラザウルスを舞台にライガーゼロと最後の激闘を繰り広げるが、その際に受けた攻撃で気を失い、バーサークフューラーが元来持つ闘争本能を目覚めさせてしまう。しかし、ライガーゼロとバーサークフューラーがせめぎ合う中で意識を取り戻し、間一髪のところでコックピットからの脱出に成功する。その後は再び眠りについたフューラーの姿を見届けると、ビットと共にいつの日か再戦する約束を交わした。
愛機はバックドラフト団が海底遺跡から偶然発掘したバーサークフューラーで、先述したベガ自身の操縦技術もあいまって驚異的なポテンシャルを発揮する。
サラ
声 - 相沢恵子
チーム・ベガの指揮官を務めるバックドラフト団幹部。バックドラフト団によるゾイドバトル連盟の掌握を画策しており、アルタイルとは意見の不一致からか対立関係にある。また、ベガの母親のような存在でもあり、彼を実の息子のように溺愛している。
バーサークフューラーを手中に収めた後、アルタイルを出し抜きゾイドバトル連盟への大攻勢を敢行。しかし、チーム・ブリッツとのバトルでベガが敗北し、同時に連盟の反撃によって計画も失敗に終わった。なお最後はベガの無事を確認して涙ぐんでいた。
ダークジャッジマン
声 - 田中総一郎
バックドラフト団によって開発されたジャッジマンに似た黒い審判ロボット。鋭角的なデザインが特徴で、本物に比べると明らかにガラが悪い。正規のゾイドバトルが行われている最中にカプセルごと投下され、ジャッジマンに代わり（もしくはジャッジカプセルを破壊し）闇バトル（ダークバトル）を取り仕切る。一度ジャッジカプセルを破壊して試合を乗っ取ったが、破壊されていなかった正規のジャッジマンの反撃を受け敗北している。
清々しいほどバックドラフト団寄りであり、ありもしないバトルナンバー（主に「なし」、「0999」など）をコールしたり、明らかな反則を見逃したり（本人いわく、そのようなルールを宣言した覚えはない）と、公平性は皆無で彼らに有利な判定しかしない。バックドラフト団側が敗れるとその場で地団太を踏み悔しがる。
ジャッジマンと比較すると個性豊かであり、コギャル言葉を喋る個体も登場した。
最終話では暴走したバーサークフューラーの荷電粒子砲に巻き込まれ溶けてしまう。
アルタイル
声 - 田中総一郎
闇バトル（ダークバトル）での賭博を取り仕切るバックドラフト団幹部。賭けを盛り上げるためには手段を選ばない性格だが、ゾイドバトル連盟との全面衝突には慎重な立場を示すことが多い。また、「アルティメットX」と呼ばれるゾイドを探し求めており、ビット・クラウドのライガーゼロをその1体とみて執拗に狙っている。
後に「アルティメットX」の一体であるバーサークフューラーを海底遺跡から偶然発掘するが、フューラーを利用しゾイドバトル乗っ取りを計画したサラへ手柄が渡ることを危惧。彼女を追放すべくベガの抹殺を画策し、アルティメットXの調査で古代遺跡を回ってる最中に偶然発掘したジェノザウラー3機をチーム・フーマに与えフューラーを倒させようとしたが、失敗に終わった。
伯爵
声 - 関根信昭
バックドラフト団の最高責任者を務める謎の老人。組織の最高意思決定機関「七人委員会」を統括する。
ゾイドバトルをルールを無くした戦争同然のダーティーな競技にしようと目論む。
劇中で目立った活躍はなく、ゾイドバトル連盟に降伏を迫られた際は潔く投降した。

### その他の登場人物
ラオン博士
声 - 長島雄一
トロス博士のゾイドアカデミー時代の旧友にして、悪友でもある技術者。カップラーメンをすすっていることが多く、興奮するとオヤジギャグ（「木っ端ミジンコ」、「木っ端ミトコンドリア」など）を口走る。トロス博士に並々ならぬ恨みを持っており（その反面、リノンに対しては非常に好意的な態度を示している）、適当なチームをスカウトしてはチーム・ブリッツに勝負を挑むが、その結果は連戦連敗。その後バックドラフト団にスカウトされ、チーム・ブリッツに対して闇バトルを仕掛けている。しかしトロス博士とのやりとりは子供のケンカ以外の何物でもなく、バックドラフト団加入後もそれが変わることはなかった。
技術者としての手腕は相当なものであり、座乗艦としているホエールキング・ザ・グレートやネオ・ウォディックといったゾイドの強化改造に加え、シャドーフォックスのような高性能なゾイドの開発もこなしており、そのいずれもが従来機と比較にならないほどの性能を誇っている。
かつて、リノンの母親に対し恋心を抱いたことがあり（リノンに好意的なのも、彼女の容姿が母親と瓜二つであったため）、彼女にラブレターを出そうと考えその代筆をトロス博士に依頼。だが、結果としてリノンの母親はトロス博士に略奪されたため（しかし、実際には全くの誤解であったことが後に明らかとなる）、以降は彼に対し凄まじいまでの恨みを抱き、復讐を決意するようになる（ただし、リノンだけは先述の理由から、自らの復讐に巻き込まないよう配慮している）。
ゾイドバトル連盟掌握を企むサラの依頼を受け、バックドラフト団が独自に入手したデススティンガーの尾を巨大な荷電粒子砲に改造。その後独自にチーム・ブリッツの妨害に向かい、例のごとくトロス博士と派手なケンカを始める。しかし、チーム・フーマとチーム・ベガのバトルの余波にリノンが巻き込まれそうになったため、ホエールキングもろとも彼女の身代わりとなり負傷。そしてリノンにアルティメットXの正体を告げ、病院へと担ぎ込まれていった先でオスカーと再会している。
オスカー・ヘメロス
声 - 岸野幸正
ジェミーの父親にして、トロス博士とラオン博士の学生時代の友人。息子とは対照的に、豪放磊落な性格の持ち主である。かつてはレイノスを愛機とし、「荒鷲」として名を馳せた凄腕のゾイド乗りだったが、墜落事故を機に引退。現在は漁師をしているが、時折プテラスを操縦し空中散歩を行うことも。
かつてトロス博士からの依頼を受け、ラオン博士のラブレターの「代筆の代筆」を担当したが、不注意で差出人にトロス博士の名を書いてしまった。そのため、2人を対立させる直接の原因を作った張本人ともいえる（なお、トロス博士は彼を擁護するために全ての罪をかぶっており、ラオン博士にはこの事実を未だに打ち明けずにいた）。この件に関しては双方に対して今も強い負い目を感じており、一度は通信越しに自分が原因であることをラオン博士に明かそうとしたが、通信障害のせいで失敗に終わっている。
最終話でも1カット登場し、病院に搬送されたラオンと面会している。

## 用語
ゾイドバトル
ゾイドバトル連盟管理下のもと金属生命体ゾイドを用いて行われる戦闘競技である。連盟が定めた公正なルールに従い、惑星Ziの各地で試合が行われている。二つのチームによるバトルが基本。トランスポーターやゾイドのコックピットへの攻撃は原則として違反となっている。
選手の平均年齢は15～22歳で、S、A、B、C、Dまでのクラスが存在。
ゾイドウォーリアー
ゾイドバトルを行う戦士たちの総称。劇中ではチームを結成している者が大半を占めているものの、ジャック・シスコやナオミ・フリューゲルのようにフリーランスで活動する者も少なからず存在する。
ゾイドギア
ゾイドバトル連盟に認可されたゾイドウォーリアーが所持する、携帯式の電子機器。バトルへの出場申請やバトルチームに所属するゾイドの登録など、様々な局面に用いられる。
シャドーフォックスの性能を試すため、バックドラフト団のウォーリアーとして登場したバラッドはチーム・ブリッツとの対戦を前に無意識でいつも通りにゾイドギアをセットしたことにより、ゾイドバトル連盟はシャドーフォックスをチーム・ブリッツ所属のゾイドとして認可した。
バトルモード
ゾイドバトル連盟が運用するバトル時のルール。バトルの指定と同時に通達される。各チームはこれらのモードに従ったバトルを行わなければならない。
0973
通称「ブラインドバトル」。廃棄された都市など大型障害物が並ぶフィールド内でのバトルの際に用いられるモード。第3話のチーム・チャンプ戦にて使用。
0982
各チームの機体数を同じ数に揃えて行われるモード。最もベーシックなバトルモードで、劇中ではこのモードが用いられるバトルが多かった。
0983
3on3戦。第6話のチーム・バイパー戦にて使用されたが、直後にバックドラフト団の介入を受け、バトルは無効となった。
0988
通称「リボルバーデュエル」。各ゾイドの持つ砲撃用兵装の使用弾数を制限したモードで、砲撃用兵装を装備していなければ違反となる。第2話のチーム・フリューゲル戦にて使用。
0990
ゾイドバトル連盟が第13話にて用いた対バックドラフト団用のバトルモード。ルールの詳細は不明。
0992
個人戦にて用いられるモード。1対1の武装制限なし。第19話のビットとストラのバトル時に使用。
0999
バックドラフト団が用いる非公式のバトルモード。ルール無用のダークバトル。ダークジャッジマンが「バトルモード無し」と宣言する場合もある。
1001
ロイヤルカップ用の特別ルール。各チームの出場登録できるゾイドは4体までで、それらの全てがリタイアした時点で失格となる。勝利するごとにゴールの場所を示したキーワードが通達され、5個のキーワードを取得するとゴールの場所が判明する。ゴールの指定箇所に最も早くゾイドギアをセットしたチームがロイヤルカップ優勝者となる。

ダークバトル
バックドラフト団とその所属チームが行う違法ゾイドバトルの総称。主に通常のゾイドバトルに乱入しては他のチームを無理矢理この戦いに引き込み、相手が勝てば通常の数倍の賞金を支払うとされるが、負ければそのチームのゾイドを全て没収される。試合はダークジャッジマンによって取り仕切られており、試合は原則的にバックドラフト団が有利になるように運ばれる。
ロイヤルカップ
4年に1度開催されるゾイドバトル連盟主催の大規模なバトルロイヤル。Aクラスの全チームとワイルドカードセレクションによって選出されたチームが参加資格を持ち、優勝チームには莫大な賞金（トロス博士曰く、チーム・ブリッツの借金を全て返済できる額とのこと）とSクラスへの昇格権が与えられる。
本作にて行われたロイヤルカップでは、下記を含む100以上ものチームが参加。
- チーム・ブリッツ
- チーム・フリューゲル
- チーム・チャンプ（ワイルドカードセレクションにより選出）
- チーム・ライトニング
- チーム・タイガース（ワイルドカードセレクションにより選出）
- チーム・ベガ

広大なデカン半島を舞台に、ゴール地点のヒントとなる5個のデータを巡って激戦が繰り広げられた。しかし大会中盤、ゾイドバトル連盟の乗っ取りを企てるバックドラフト団により、ジャッジ衛星が次々と荷電粒子砲で撃墜される事態が発生する。その結果、大会は彼らが支配する無法試合と化すも、終盤にバトル連盟が大型のジャッジ衛星を用いて反撃を開始。バトル連盟に本拠地を突き止められたバックドラフト団は姿を消し、ゾイドバトルの命運を賭けた祭典は無事に幕を閉じたのだった。
アルティメットX
アルタイルが探し求める、謎に包まれた未知のゾイド。真偽不明の様々な憶測が流れており、その為バックドラフト団の内部では存在を疑問視する声さえある。その正体はブラックボックス化された人工知能・「オーガノイドシステム」を搭載し、戦いを重ねるごとに学習を繰り返し進化する特殊なゾイドであった。しかし、「選ばれた者でなければその性能を発揮できない」という欠点を合わせ持つ。

## スタッフ
- 原作 - タカラトミー
- 監督 - 加戸誉夫
- 助監督 - 星合貴彦
- シリーズ構成 - 隅沢克之
- キャラクターデザイン - 坂崎忠
- プロップデザイン - 尾形雄二
- デジタルディレクター - 林成輝
- アニメーションディレクター - 平野崇之
- VFXディレクター - 佐藤公一
- 3DCGIテクニカルディレクター - 中一太志
- 3DCGキャラクターテクニカルディレクター - 海谷陽一
- 3DCGモデリングディレクター - 長谷川歩
- 美術監督 - 朝倉千登勢
- 色彩設計 - 伴夏代
- 撮影監督 - 広瀬勝利
- 編集 - 山森重之
- 音響監督 - 明田川仁
- 音楽 - 大谷幸
- 3DCGプロデューサー - 藤井篤
- デジタルプロデューサー - 吉冨景子
- アニメーションプロデューサー - 千野孝敏
- プロデューサー - 諸冨洋史、中沢利洋
- 3DCG制作 - 小学館ミュージック&デジタル エンタテイメント
- アニメーション制作 - XEBEC
- 製作 - 毎日放送、小学館プロダクション
- ナレーション - 堀川仁

## 主題歌
オープニングテーマ「NO FUTURE」
作詞・歌 - 相川七瀬 / 作曲 - 布袋寅泰 / 編曲 - 太田要 / レーベル - mortord
エンディングテーマ「流離人」
作詞・作曲 - Ricky,JOE / 編曲 - 樫原伸彦 / 歌 - DASEIN / レーベル - avex trax

## ネット局
| 放送対象地域  | 放送局                | 系列           | ネット形態 | 備考                                          |
| ------------- | --------------------- | -------------- | ---------- | --------------------------------------------- |
| 近畿広域圏    | 毎日放送（MBSテレビ） | TBS系列        | 制作局     |                                               |
| 関東広域圏    | TBS                   | TBS系列        | 同時ネット |                                               |
| 北海道        | 北海道放送            | TBS系列        | 遅れネット |                                               |
| 青森県        | 青森テレビ            | TBS系列        | 遅れネット |                                               |
| 岩手県        | IBC岩手放送           | TBS系列        | 同時ネット |                                               |
| 宮城県        | 東北放送              | TBS系列        | 同時ネット |                                               |
| 秋田県        | 秋田テレビ            | フジテレビ系列 | 遅れネット | 2001年7月13日まで金曜 15:00 - 15:30にて放送。 |
| 山形県        | テレビユー山形        | TBS系列        | 同時ネット |                                               |
| 福島県        | テレビユー福島        | TBS系列        | 同時ネット |                                               |
| 新潟県        | 新潟放送              | TBS系列        | 同時ネット |                                               |
| 長野県        | 信越放送              | TBS系列        | 遅れネット |                                               |
| 山梨県        | テレビ山梨            | TBS系列        | 同時ネット |                                               |
| 静岡県        | 静岡放送              | TBS系列        | 遅れネット |                                               |
| 富山県        | チューリップテレビ    | TBS系列        | 同時ネット |                                               |
| 石川県        | 北陸放送              | TBS系列        | 遅れネット |                                               |
| 中京広域圏    | 中部日本放送          | TBS系列        | 遅れネット | 現・CBCテレビ                                 |
| 島根県 鳥取県 | 山陰放送              | TBS系列        | 同時ネット |                                               |
| 広島県        | 中国放送              | TBS系列        | 遅れネット |                                               |
| 香川県 岡山県 | 山陽放送              | TBS系列        | 遅れネット | 現・RSK山陽放送                               |
| 愛媛県        | 伊予テレビ            | TBS系列        | 同時ネット |                                               |
| 高知県        | テレビ高知            | TBS系列        | 同時ネット |                                               |
| 福岡県        | RKB毎日放送           | TBS系列        | 遅れネット |                                               |
| 長崎県        | 長崎放送              | TBS系列        | 同時ネット |                                               |
| 熊本県        | 熊本放送              | TBS系列        | 同時ネット |                                               |
| 大分県        | 大分放送              | TBS系列        | 同時ネット |                                               |
| 宮崎県        | 宮崎放送              | TBS系列        | 同時ネット |                                               |
| 鹿児島県      | 南日本放送            | TBS系列        | 遅れネット |                                               |
| 沖縄県        | 琉球放送              | TBS系列        | 同時ネット |                                               |

## 各話リスト
| 話数   | サブタイトル                                            | 脚本       | 絵コンテ          | 演出     | 作画監督   | 放送日        |
| ------ | ------------------------------------------------------- | ---------- | ----------------- | -------- | ---------- | ------------- |
| 第1話  | 戦闘開始! -ライガーゼロ ゴー・ファイト!-                | 隅沢克之   | 加戸誉夫          | 大槻敦史 | 石原満     | 2001年 1月6日 |
| 第2話  | 二人の勝利 -紅き閃光 ナオミ-                            | 隅沢克之   | 土蛇我現          | 日下直義 | 池上太郎   | 1月13日       |
| 第3話  | 王者登場 -ハリー・チャンプ-                             | 小出克彦   | 藤本義孝          | 藤本義孝 | 高橋晃     | 1月20日       |
| 第4話  | 闇バトル! -謎のバックドラフト団-                        | 荒木憲一   | 大槻敦史          | 大槻敦史 | 松田剛吏   | 1月27日       |
| 第5話  | 高速対決! -ゼロイエーガー-                              | 千葉克彦   | 星合貴彦          | 河野利幸 | 坂﨑忠     | 2月3日        |
| 第6話  | 闇の巨象 -強敵エレファンダー-                           | 隅沢克之   | 土蛇我現          | 日下直義 | 池上太郎   | 2月10日       |
| 第7話  | 激走の荒野 -ホバーカーゴ危機百発!-                      | 小出克彦   | 藤本義孝          | 藤本義孝 | 高橋晃     | 2月17日       |
| 第8話  | 猛虎襲来! -換装!! ゼロシュナイダー-                     | 荒木憲一   | 加戸誉夫          | 大槻敦史 | 加藤初重   | 2月24日       |
| 第9話  | 女帝登場 -マリー・チャンプ-                             | 千葉克彦   | 河野利幸          | 河野利幸 | 山岡信一   | 3月3日        |
| 第10話 | 砂漠の牙 -ウオディック強襲!!-                           | 長谷川圭一 | 土蛇我現          | 日下直義 | 池上太郎   | 3月10日       |
| 第11話 | 三つの旋風 -再戦! ライトニングサイクス-                 | 小出克彦   | 藤本義孝          | 藤本義孝 | 高橋晃     | 3月17日       |
| 第12話 | ゼロ強奪! -ファイヤーデスバトル-                        | 荒木憲一   | 星合貴彦          | 星合貴彦 | 坂﨑忠     | 3月24日       |
| 第13話 | 荒鷲の勇者 -レイノスVSザバット-                         | 千葉克彦   | 大槻敦史          | 大槻敦史 | 松田剛吏   | 3月31日       |
| 第14話 | リノン絶叫 -13日のノコギリ魔-                           | 長谷川圭一 | 藤本義孝          | 藤本義孝 | 高橋晃     | 4月7日        |
| 第15話 | ラオン再び -反重力カタストロフィ-                       | 荒木憲一   | 土蛇我現          | 日下直義 | 池上太郎   | 4月14日       |
| 第16話 | 赤き好敵手（ライバル） -レオン・トロス帰還-             | 長谷川圭一 | 加戸誉夫 河野利幸 | 河野利幸 | うのまこと | 4月21日       |
| 第17話 | 戦士の休息 -二つのストームソーダー-                     | 千葉克彦   | 星合貴彦          | 星合貴彦 | 植田実     | 4月28日       |
| 第18話 | 恋する戦場（バトルフィールド） -愛しのジャッジマンさま- | 小出克彦   | 藤本義孝          | 藤本義孝 | 高橋晃     | 5月5日        |
| 第19話 | 第三の換装 -ゼロパンツァー始動!!-                       | 隅沢克之   | 土蛇我現          | 日下直義 | 池上太郎   | 5月12日       |
| 第20話 | フォックス -裏切りのバラッド-                           | 荒木憲一   | 河野利幸          | 河野利幸 | 坂﨑忠     | 5月19日       |
| 第21話 | 王者（ハリー）の災難 -ラオン博士の華麗なる罠-           | 長谷川圭一 | 藤本義孝          | 藤本義孝 | 高橋晃     | 5月26日       |
| 第22話 | 海に潜む竜 -アルティメットXを探せ!-                     | 千葉克彦   | 大槻敦史          | 大槻敦史 | 加藤初重   | 6月2日        |
| 第23話 | 目覚める竜 -バーサークフューラー参戦-                   | 小出克彦   | 土蛇我現          | 日下直義 | 池上太郎   | 6月9日        |
| 第24話 | 勇者の祭典 -開幕! ロイヤルカップ-                       | 千葉克彦   | 星合貴彦          | 星合貴彦 | 高橋晃     | 6月16日       |
| 第25話 | サバイバル -アルティメットXの謎-                        | 荒木憲一   | 土蛇我現          | 日下直義 | 池上太郎   | 6月23日       |
| 第26話 | ゼロの軌跡 -風と雲と冒険と…-                            | 隅沢克之   | 加戸誉夫          | 加戸誉夫 | 坂﨑忠     | 6月30日       |

## 映像ソフト化
- セルDVDとレンタルVHSの2種がリリース。セルDVDは2001年10月31日から2002年6月19日にかけて発売。セル・レンタル共に全9巻。
- Blu-ray BOXは2014年8月2日に発売。完全初回生産限定版には、コトブキヤHMMシリーズ 『ライガーゼロ Blu-ray BOX Limited Ver』（クリア成型色仕様）が封入される。

## 漫画
小学館「別冊コロコロコミック」2001年2月号から8月号にかけて『ゾイド新世紀 スラッシュ・ゼロ』が連載された。全4回。作者は溝渕誠。
同じく小学館「小学二年生」では2001年4月号から7月号にかけて『ゾイド・ゼロ』が連載された。全3回。作者は三鷹公一。
どちらもキャラクターや設定は同アニメのものを用いつつもオリジナルのストーリーとなっている。